# نیکولاس ترگورتا
نیکولاس ترگورتا (انگلیسی: Nicholas Tregurtha; ۱۴ دسامبر ۱۸۸۳ – ۱۴ مهٔ ۱۹۶۴) بازیکن راگبی ۱۵ نفره اهل بریتانیا بود.